# Michel Schlesinger
Michel Schlesinger é um rabino brasileiro da Congregação Israelita Paulista (CIP).
Integrou o rabinato da CIP desde agosto de 2005 até 2021. É também bacharel em Direito pela USP e foi professor de bar mitzvá no Colégio Renascença.
Michel Schlesinger foi o primeiro brasileiro que estudou rabinato no Instituto Schechter, onde os professores são formados pela Universidade Hebraica de Jerusalém.
Desde muito jovem viu-se envolvido em atividades voltadas à comunidade judaica.
Frequentador da CIP desde pequeno, ia ao Shabat e aos serviços de Grandes Festas juntos com os avós.
Participou, em diferentes períodos, da Chazit, Avanhandava e Campos de Estudos. Seu Bar-Mitzvá foi realizado pelo rabino Henry Sobel na CIP, no ano de 1990.
Foi nesta época que começou a organizar tefilot na sinagoga da escola onde estudava, o Colégio Renascença. Aos poucos, foi assumindo a condução dos serviços religiosos, entre eles Shabat e Grandes Festas, e, aos 17 anos, começou a dar aulas de Bar-Mitzvá.
Nesta mesma época tornou-se Diretor de Cultura Judaica no clube A Hebraica, onde prosseguiu com os serviços religiosos e as aulas de Judaísmo. Chegou a ser professor de 180 bnei-mizvá. Prestou serviços esporádicos para Bnai Brith, Sinagoga da Lapa e Comunidade Judaica de Belo Horizonte e participou de projetos da Federação Israelita do Estado de São Paulo, como o Hafganá e Forúm da Juventude.
Depois de se formar Bacharel em Direito pela Universidade de São Paulo aos 21 anos, decidiu que seguiria carreira rabínica. Em agosto de 2000, Michel passou a atuar como Assistente de Ensino na CIP.
Em 2001, iniciou seus estudos no Seminário Rabínico Schechter em Jerusalém com o apoio da Congregação Israelita Paulista. Entre seus aprendizados, estagiou durante um ano numa comunidade da cidade de Omer em Israel e recebeu treinamento em apoio espiritual para enlutados, doentes e terceira idade em Nova Iorque e Israel. Além disso, durante os anos do rabinato, teve a oportunidade de trabalhar na CIP por ocasião de Pessach e das Grandes Festas. Trabalhou no acampamento “Camp Ramah” em New England, como educador e conselheiro, e participou de um grupo de diálogo entre jovens seculares, reformistas, conservadores e ortodoxos que vivem em Israel. Além disso, continua sendo membro do International Council of Christians and Jews.
Em Julho de 2005, foi submetido a um exame diante de um Bet Din (Tribunal Rabínico) em Jerusalém, depois do qual recebeu sua ordenação rabínica e também seu título de mestrado em Talmud e Halachá.
Em agosto de 2005, aos 28 anos de idade, Michel concluiu os seus estudos e voltou ao Brasil para integrar o rabinato da Congregação Israelita Paulista, e se mudou aos Estados Unidos em 2021.